# Ross Stripling
Thomas Ross Stripling (Blue Bell, 23 novembre 1989) è un giocatore di baseball statunitense, lanciatore per i Toronto Blue Jays della Major League Baseball (MLB).

## Carriera

### Inizi e Minor League
Nato a Blue Bell in Pennsylvania, Stripling frequentò la Carroll High School di Southlake nel Texas e successivamente il Texas A&M University di College Station nella contea di Brazos. Venne selezionato la prima volta dai Colorado Rockies nel nono turno del draft MLB 2011, ma scelse di non firmare. Entrò nel baseball professionistico l'anno seguente, quando venne scelto nel quinto giro del draft MLB 2012 dai Los Angeles Dodgers. Venne assegnato nello stesso anno nella classe Rookie. Iniziò la stagione 2013 nella classe A-avanzata e a maggio venne promosso nella Doppia-A.
Nel 2014 venne invitato agli allenamenti primaverili dei Dodgers, ma durante la prima azione della prima partita disputata, cadde dolorante accusando un problema al braccio. Si sottopose poco dopo alla Tommy John surgery, che lo costrinse a riposo per l'intera stagione 2014. Tornò in campo nel 2015, giocando 13 partite nella Doppia-A e una nella classe A.

### Major League
Riuscì ad entrare nel roster principale della squadra all'inizio della stagione 2016, come quinto partente, e debuttò nella MLB l'8 aprile 2016, al AT&T Park di San Francisco contro i San Francisco Giants, lanciando per 7 inning e 1/3 senza concedere valide agli avversari. Guadagnò la prima vittoria contro i St. Louis Cardinals il 13 maggio 2016. Nella stessa partita come battitore, colpì la sua prima valida su errore dell'interbase nella parte bassa del quarto inning, e segnò il primo punto. Quell'anno disputò 22 partite di MLB nella stagione regolare, di cui 14 come partente, con un record di 5–9 e una media PGL di 3.96. Nella minor league, partecipò a 6 partite, di cui 5 nella Tripla-A e una nella classe Rookie.
Stripling divenne un membro chiave del bullpen dei Dodgers nel 2017, guadagnando la prima salvezza il 27 maggio 2017, con 3 inning senza subire punti contro i Chicago Cubs. A fine anno i Dodgers giunsero fino al World Series 2017 dove furono sconfitti dagli Houston Astros per quattro gare a tre.
Nel 2018 venne convocato per il suo primo All-Star Game.
Il 31 agosto 2020, i Dodgers scambiarono Stripling con i Toronto Blue Jays per due giocatori da nominare in seguito.
Il 15 aprile 2021, subì un infortunio al flessore dell'avanbraccio destro per cui fu indisponibile fino al 2 maggio. L'11 agosto si infortunò al muscolo obliquo esterno sinistro, tornando in campo nella MLB l'11 settembre successivo.

## Palmares
- MLB All-Star Game: 1

2018